# Croton sarcopetalus
Croton sarcopetalus är en törelväxtart som beskrevs av Johannes Müller Argoviensis. Croton sarcopetalus ingår i släktet Croton och familjen törelväxter. Inga underarter finns listade i Catalogue of Life.